# Ta・ra・ra
Ta・ra・ra（たらら）は、声優の國府田マリ子が出した8thマキシシングルである（8cmシングルも含めると19枚目のシングル）。品番はKICM-1068。

## 概要
シングル曲としては「大切に思えるものが一緒ならいいよね」以来4年5ヵ月ぶりとなる本人作詞の楽曲。

## 収録曲
1. Ta・ra・ra
  - 作詞：國府田マリ子、作曲：イズミカワソラ、編曲：鶴谷崇、マリくまちゃん
  - TV番組『R#(ルーム・ナンバー)』の主題歌
2. シリアルとKISS
  - 作詞：國府田マリ子、作曲：熊谷幸子、編曲：K-Muto
3. 遥か～TO THE MOTHER&FATHER ON THE EARTH～
  - 作詞：國府田マリ子、作曲：山中雅文、編曲：矢代恒彦